# أنجيلو بيروغيني
أنجيلو بيروغيني (6 أبريل 1955 - 1 أبريل 2021) سياسي برازيلي.

## حياته
شغل منصب عمدة هورتولانديا وكان عضوًا في الجمعية التشريعية في ساو باولو.